# Majorite
La majorite est un minéral de la famille des grenats, trouvé dans le manteau terrestre, de formule brute Mg3(MgSi)(SiO4)3. Ce minéral est un polymorphe de très haute pression de l'enstatite stable entre 5 et 25 GPa. La majorite ne se trouve que très rarement dans des échantillons à la surface de la Terre, notamment en inclusion dans des diamants mais aussi dans les restes de certaines météorites comme résultats d'un métamorphisme d'impact. Cependant, des exsolutions de pyroxène dans des grenats trouvés dans des xénolithes mantelliques à l'intérieur de kimberlites sont interprétés comme d'anciens grenats majoritiques.
Sous des conditions de pression et de température élevées, ce minéral se lie à l'oxygène et agit comme une éponge et comme réservoir du gaz indispensable à la vie animale. Lorsque la température et la pression diminuent, ce qui se produit lorsque la majorite est déplacée par convection vers la croûte terrestre, l'oxygène est libéré dans l'atmosphère, participant ainsi à la régulation de la quantité de ce gaz dans l'atmosphère. Des études datant de 2007 suggèrent que la quantité d'oxygène ainsi régulée par la majorite est beaucoup plus importante qu'initialement pensé. 